# هدامه وسطی
هدامه وسطی، روستایی از توابع بخش مرکزی شهرستان بندر ماهشهر در استان خوزستان ایران است.

## جمعیت
این روستا در دهستان جراحی قرار دارد و براساس سرشماری مرکز آمار ایران در سال ۱۳۸۵، جمعیت آن ۳۷ نفر (۷خانوار) بوده‌است.